# Беренгер II (маркиз Нейстрии)
Беренгер II (Беренгар, Беранже; фр. Bérenger; умер в 896) — граф Байё, граф Ренна, маркиз Нейстрии (Нормандской) с 886 по 896 годы.

## Биография

### Правление
Точное происхождение Беренгера неизвестно, известно лишь, что происходил из Каролингов, правивших на востоке королевства франков. Однако, по некоторым данным, он был сыном или внуком своего предшественника, Генриха Франконского, и, по некоторым данным, родоначальником рода графов Ренна.
По данным британского археолога Нила Прайса, в 874 году Беренгер, на тот момент граф Ренна, решительно выступил против викингов, присоединившись к бретонскому графу Алену Великому, и смог остановить вторжение.
В 886 году смерть маркиза Генриха Франконского, погибшего при осаде викингами Парижа, вынудила императора Карла Толстого, которому удалось восстановить империю Карла Великого, назначить Беренгера маркизом Нейстрии.
Беренгер II несколько раз выступал против викингских набегов по всему Байё и Ле-Ману. Кроме того, согласно Прайсу, в 889 или 890 году Беренгер снова заключил союз с бретонцами Алена Великого, боровшимися с норманнами и одержавшими значимую победу при Кестамбере.
Беренгер II умер в 896 году, при этом сведений о том, кто занял его место как маркиза Нейстрии, не сохранилось.
Монах и норманнский летописец Гильом Жюмьежский в своей «Historia Normannorum Scriptores Antiqui» писал, что, когда король западных франков Карл III Простоватый предоставил Роллону герцогство Нормандия в 911 году, Беренгер II и Ален Великий принесли клятву верности Роллону (это неправда: Беренгер II к тому времени был мертв уже в течение приблизительно 15 лет, Ален Великий также умер незадолго до этого; очевидно, летописец имел в виду их преемников).

### Брак и дети
По словам французского историка Артура де ла Бордери, Беренгер был женат на дочери короля Бретани Гурвана, и через этот брак приобрел графство Ренн. Жена родила Беренгеру:
- Юдикаэль Беранже (†970), граф Ренна[9]:

Беренгер, по мнению Бордери, был отцом Поппы де Байё, ставшей женой Роллона.